# ウィグナーの友人
ウィグナーの友人（ウィグナーのゆうじん、英: Wigner's friend）は、量子力学の思考実験であり、1961年に物理学者のユージン・ウィグナーによって発表された。シュレーディンガーの猫を人間にまで拡張した思考実験であり、「観測者が観測される」状況を扱う。

## 背景：量子力学における測定
量子力学の標準理論によると、測定対象とする系の状態は、測定していないときには因果的に連続的に変化し、異なる状態の重ね合わせとなる。そして、測定が行われる瞬間、つまり観測する側と観測される側が相互作用する時点で、系の状態は不連続に変化し、1つの特定の状態に収縮する。ジョン・フォン・ノイマンは1932年の著書『量子力学の数学的基礎』で、この測定に伴う非因果的変化（波動関数の収縮）が生じる位置、つまり観測する側と観測される側の境界を、測定装置から人間の観察者の脳までの任意の位置に置くことができると論じた。
これは測定対象だけでなく測定装置やそれを見る人間も同じように量子力学に従う粒子から成るため、一連の測定プロセスのどこに観測する側と観測される側の境界を引いても、数学的には同じように扱えるということを示したのである。

## ウィグナーの友人の思考実験
量子力学の測定対象を前述のようにマクロにまで拡張すると、エルヴィン・シュレーディンガーが1935年にシュレーディンガーの猫の思考実験で示したように、猫が生きている状態と死んでいる状態の重ね合わせのような奇妙な状況が生じる。「ウィグナーの友人」の思考実験は、このようなマクロな重ね合わせを人間にまで適用したものである。ウィグナーが1961年の論文「心身問題に関する考察」で提示した思考実験を要約すると：
ウィグナーは、とある確率で光を発する量子系を測定する。この系の状態は、測定時に光を見たときには状態1に、光を見なかった場合は状態2に変化する。この測定を友人に任せ、ウィグナーは友人から測定結果を聞くことにする。すると対象とする系だけを考えることはできないとウィグナーは説明する。そうではなく系と友人が相互作用すると「対象系×友人」という結合した系となり、「状態1×友人が光を見た」と「状態2×友人が光を見なかった」の重ね合わせ状態になる。ウィグナーは友人から結果を聞き、友人が光を見たと答えると「状態1×友人が光を見た」に収縮する。友人が光を見なかったと答えると「状態2×友人が光を見なかった」に収縮する。
以上はウィグナー自身が「究極観測者（ultimate observer）」として特権的な立場をもつならば論理的に一貫しているとウィグナーは説明する。しかし友人も同じように意識や感覚をもっており、ウィグナーが尋ねる前に友人の心の中では光を見たか見なかったかが決まっていた。ここで見かけの矛盾が生じる。測定結果はいつ決まったのか？（収縮はいつ起きたのか？）。それは友人が測定を終えたときだったのか、それともその情報がウィグナーの意識に入ったときだったのだろうか？

### ウィグナー自身による解釈
ウィグナーは論文の初めに自身の解釈の前提として、量子力学が与えるものは意識とその次の意識の間の確率的なつながりであるとし（または知覚と知覚の間）、測定による波動関数（量子状態）の非連続的な変化は、測定の情報が意識に入ったときに起きるとしている。また「意識に言及することなしに、量子力学の法則を完全に整合的な形で定式化することは不可能だった」と宣言している。（フォン・ノイマン＝ウィグナー解釈も参照）
友人を単純な測定器（例えば光を吸収する原子）で置き換えるなら、系と測定器が異なる状態の重ね合わせになることは疑いようがないが、意識をもつ存在が異なる状態の重ね合わせになることは馬鹿げているとウィグナーは主張した。友人の意識を無視すれば正統的な量子力学では必ずしも矛盾は生じないが、これは独我論に近い不自然な態度であり、賛同する人はあまりいないだろうとウィグナーは論じた。したがって意識は無生物とは異なる働きをするとし、意識が関わるときには運動方程式（シュレーディンガー方程式など）を非線形に修正しなければならないとウィグナーは結論した。つまり状態の収縮は、最初の観測者である友人によって引き起こされ、友人の異なる意識状態が重ね合わせになることはないことを強調した。
ウィグナーは1970年代後半以降の論文で考えを改め、意識を用いる解釈を否定するようになった。その物理的な理由は、巨視的な物体は孤立系にはなりえないというもので、哲学的な理由はその解釈が独我論につながり、独我論を重大な恥ずべきものとみなすようになったからである。
なおウィグナーのオリジナルの思考実験で友人は光を測定しているが、何を測定するかはこの思考実験を説明する人によってバリエーションがある（例えばシュレーディンガーの猫と組み合わせて、猫の生死を測定することもある）。

## 様々な解釈
ウィグナーは意識に積極的な役割を負わせたが、そのような解釈をとる物理学者は極めて少数である。ここではそれ以外の解釈を挙げる。

### 道具主義解釈
コペンハーゲン解釈の1つのバージョンとみなされる道具主義解釈では、量子力学は単に測定を行ったときに何が起きるかの確率を求められるだけであり、どこで結果が決まったか（どこで波動関数が収縮したか）は問題視しない。友人にとっては自身が測定するときの確率が計算できるだけであり、ウィグナーにとっては友人から結果を聞くときの確率が計算できるだけである。
なお測定対象系と測定する側の境界には任意性があるので、状態が収縮する位置を測定装置に固定することもできる。
量子ベイズ主義も道具主義の一種とみなされており、この解釈では波動関数は現実そのものを記述しておらず、主観的な確率を計算するためのツールという扱いである。

### 多世界解釈
ウィグナーがこの思考実験を発表する前の1956年、ヒュー・エヴェレットは多世界解釈（彼自身の言葉では相対状態形式）についての博士論文のロングバージョンで、ウィグナーの友人と同じ内容の思考実験について論じている。エヴェレットはこの思考実験のパラドックスに対する解決方法の一つとして、波動関数の収縮が起きない自身の解釈を提示した。
多世界解釈では、測定は宇宙の部分系の相互作用としてモデル化され、相互作用により部分系は異なる世界に分岐する。ウィグナーの設定を用いると、友人は測定対象の系と相互作用することで、「友人が光を見た世界」と「友人が光を見なかった世界」に分岐する。その後さらに友人とウィグナーが相互作用することで、ウィグナーもその分岐に組み込まれて「友人が光を見たとウィグナーに伝えた世界」と「友人が光を見なかったとウィグナーに伝えた世界」になる。

### ド・ブロイ＝ボーム解釈
ド・ブロイ＝ボーム解釈では、物理的世界は隠れた変数により厳密に決まっていると考える。つまり友人やウィグナーが実際の測定を行う前から、その結果はすでに確定しているという立場である。友人の測定後にウィグナーは友人を重ね合わせとして記述できるが、この解釈では波動関数だけでは物理状態を完全に記述できない。友人は実際には1つの測定結果のみを得ており、その結果の情報をウィグナーが知らないだけである。

### 自発的収縮理論
自発的収縮理論では、観測とは関係なく波動関数が収縮する。一つ一つの粒子の状態が収縮することは非常に稀だが、多数の粒子が集まることで瞬間的に収縮が起きる。このためマクロな物体の重ね合わせは生じない。具体的には友人が最初の測定を行うと、波動関数が収縮して結果が確定し、友人は重ね合わせの状態にはならない（友人がシュレーディンガーの猫の測定をするなら、粒子検知器の段階で確定する）。

### その他の解釈
カルロ・ロヴェッリの関係解釈では、ある物体の「事実」や「状態」は、他の物体を基準として相対的にのみ定義される。そのため友人を基準とした場合と、ウィグナーを基準にした場合の記述（説明）は異なる。

## 思考実験の拡張
もともとのウィグナーの友人の思考実験は、単に友人に結果を聞くという受動的なものだった。それに対し、1985年にデイヴィッド・ドイッチュはウィグナーの友人を拡張して、ある観測者（友人）に対し、外部から別の観測者（ウィグナー）が量子操作を加え、干渉を引き起こす思考実験を提案した。これに影響された2016年のFrauchigerとRennerの思考実験では、友人のいる部屋全体に対して外部から量子操作を行い、その結果を測定する。そして複数の観測者の間での整合性を確認する。著者は特定の仮定が成り立つ場合、矛盾が生じるとしている。
QBism（量子ベイズ主義）、関係解釈、ド・ブロイ＝ボーム理論で、FrauchigerとRennerの思考実験のようなマクロな量子操作で生じる矛盾の回避が議論がされている。2016年以後、マクロな量子操作を用いたウィグナーの思考実験の拡張については多数の論文が出版されている（例えば）。こういったマクロ量子操作は原理的に不可能とは考えられていないが実現困難で、理論の整合性を確認する思考実験として用いられている。ただ友人が量子コンピューターでシミュレートされた環境にいる人工知能である場合には実現可能性がある。こういったマクロ量子操作を実行する観測者は「超観測者（superobserver）」と呼ばれる。

## フィクション
スティーヴン・バクスターが1992年に発表した小説『時間的無限大』には、「ウィグナーの友人（The Friends of Wigner）」と名乗るカルト集団が登場する。彼らは、時間の終わりにいる究極観測者が、宇宙の始まり以来生成されたすべての波動関数を収縮させ、抑圧のない現実を選ぶことができると信じている。